# Ambotaka
Ambotaka is een plaats en gemeente in Madagaskar gelegen in het district Manakara van de regio Vatovavy-Fitovinany. Er woonden bij de volkstelling in 2001 ongeveer 11.000 mensen.
In de plaats is basisonderwijs beschikbaar. 99,5% van de bevolking is landbouwer. Het belangrijkste gewas is koffie en kruidnagel, maar er wordt ook suikerriet, cassave en rijst verbouwd. 0,5% van de bevolking is werkzaam in de visserij.